# Cherves-Châtelars
Cherves-Châtelars är en kommun i departementet Charente i regionen Nouvelle-Aquitaine i västra Frankrike. Kommunen ligger  i kantonen Montembœuf som ligger i arrondissementet Confolens. År 2022 hade Cherves-Châtelars 416 invånare.

## Befolkningsutveckling
Antalet invånare i kommunen Cherves-Châtelars
Referens:INSEE